# Zeng Guoqiang
Zeng Guoqiang   (Dongguan, 18 de març de 1965) és un aixecador de peses xinès, ja retirat, que va competir durant la dècada de 1980.
El 1984 va prendre part en els Jocs Olímpics d'Estiu de Los Angeles, on va guanyar la medalla d'or en la categoria del pes mosca del programa d'halterofília.
En el seu palmarès també destaquen dues medalles al Campionat del món d'halterofília, d'or el 1984 i de plata el 1985, així com una medalla de plata als Jocs Asiàtics de 1986.